# Шафар (урядник двірський)
Шафар (пол. szafarz) — урядник двірський Речі Посполитої.

## Обов'язки
До його завдань належало постачання королівського двору всіма потрібними продуктами харчування. Він завідував коморою, розпоряджався видатками на спиртні напої, королівські кухню, пивницю та стайню. 
Шафар виділяв кошти відповідним урядникам, наприклад спижарному, проте контроль за витратами здійснював власноручно, звітуючи надвірному підскарбієві, помічником і підлеглим якого він був.
За панування Стефана Баторія річна платня шафаря становила 428 червоних злотих.